# 那不勒斯王宫
那不勒斯王宫（義大利語：Palazzo Reale di Napoli）是意大利南部城市那不勒斯的一座宫殿，它是波旁王朝那不勒斯国王 统治两西西里王国时期(1730-1860)的四处住所之一，另外3处分别位于卡塞塔、卡波迪蒙特山上和维苏威火山山坡的波蒂奇（今那不勒斯大学农学系所在地）。

## 历史
那不勒斯王宫的所在地原是一座用来招待国王腓力三世的建筑，但他从未前来此处。这座建筑又是建造在16世纪初建造的西班牙总督府的旧址上。18世纪，王宫一度迁移到位于内陆的卡塞塔，以逃避从海上的攻击。
那不勒斯王宫在17世纪建成，此后经过多次修缮和改建，其中包括二战后重建轰炸被毁的城市。王宫的西立面面向平民表决广场，立有一连串那不勒斯王国历任统治者雕塑，包括：查理一世 (那不勒斯)、西西里的罗杰二世、腓特烈二世 (神圣罗马帝国)、安茹的查尔斯、阿方索五世 (阿拉贡)、查理五世 (神圣罗马帝国)、卡洛斯三世、若阿尚·缪拉、和意大利统一后的第一任国王，萨伏伊的埃马努埃莱二世。王宫北临的里雅斯特与特伦托广场。
那不勒斯王宫毗邻圣卡尔洛剧院、那不勒斯国家图书馆。

## 画廊

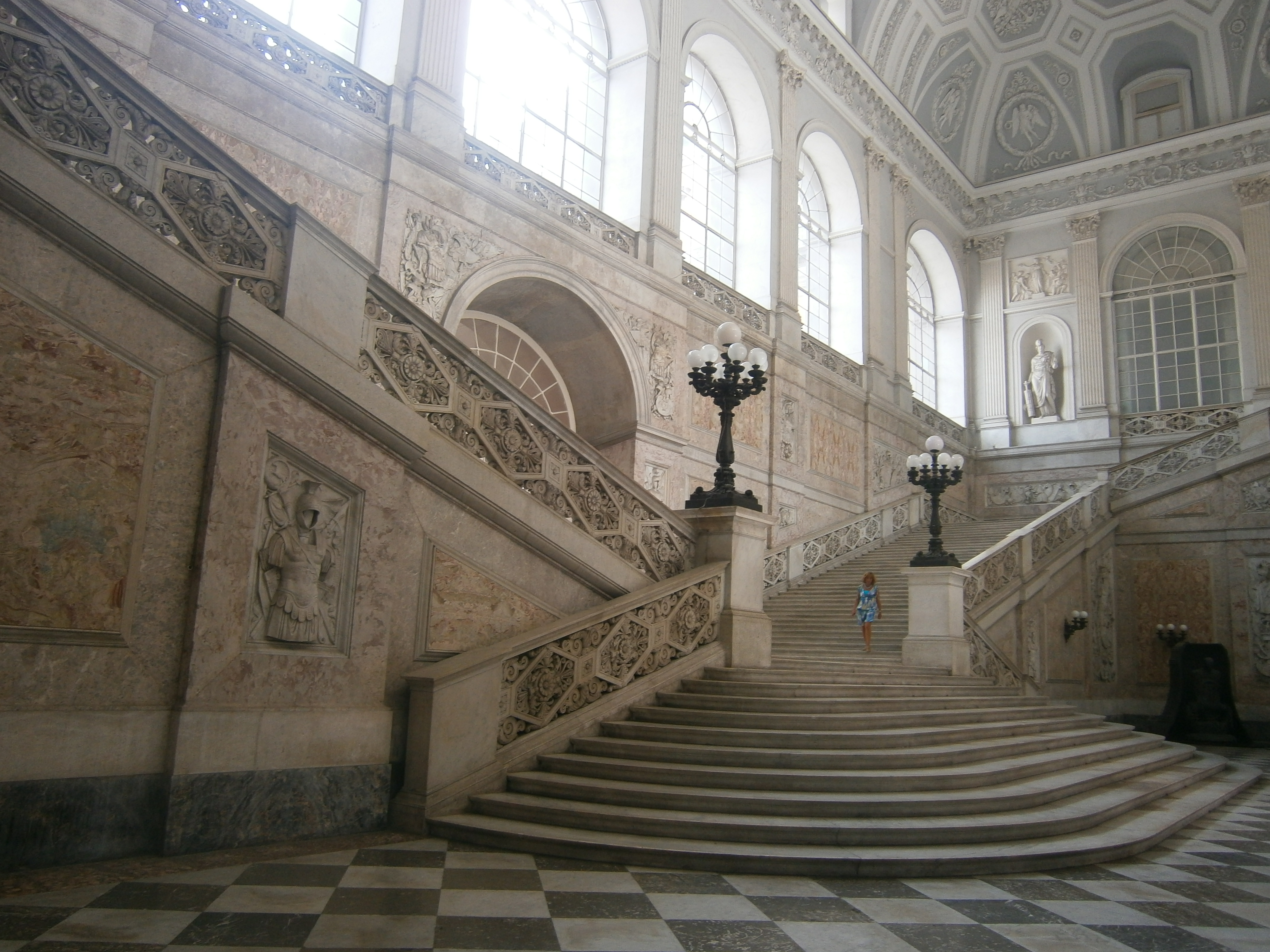
主要阶梯
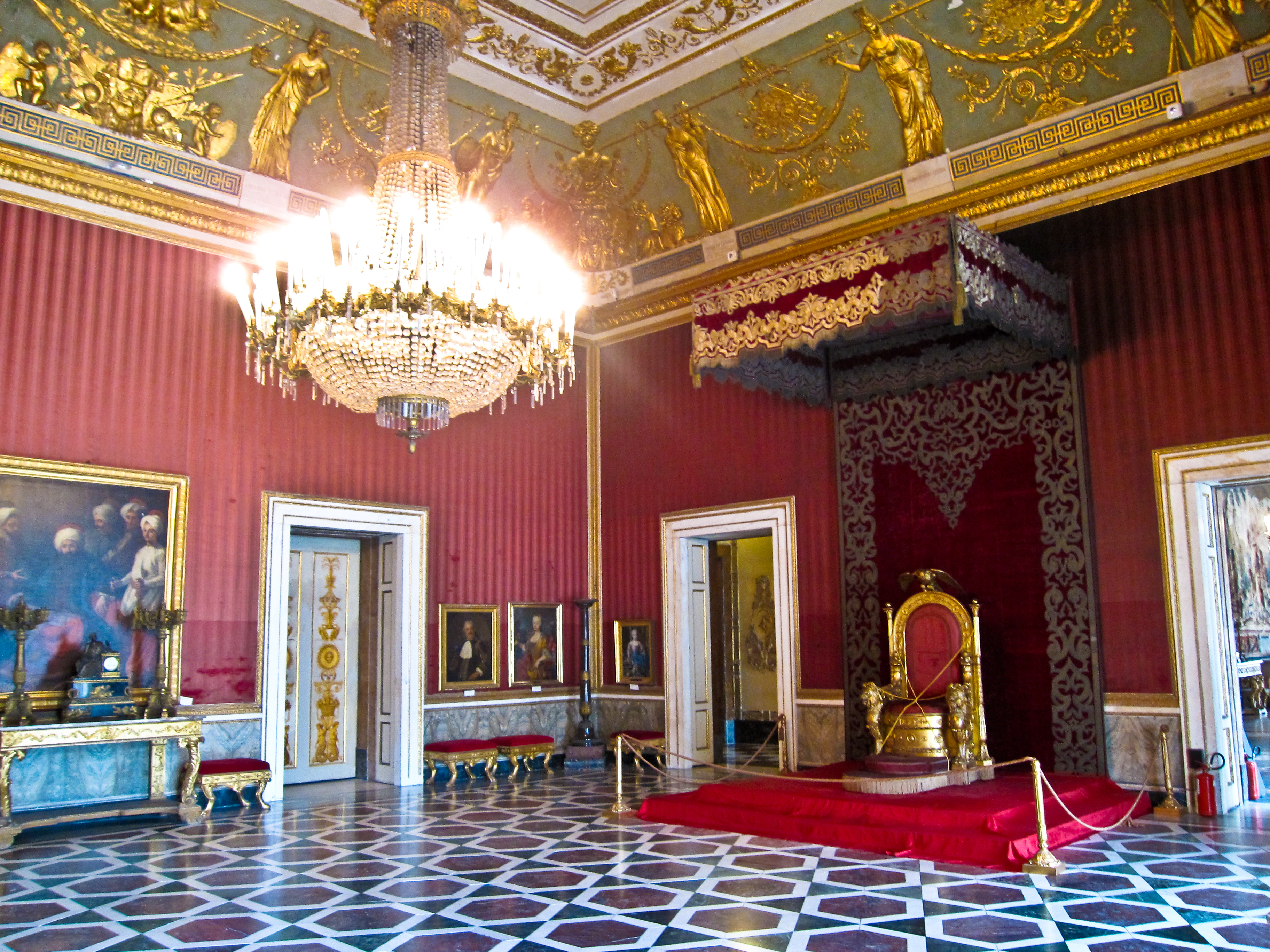
王位房间
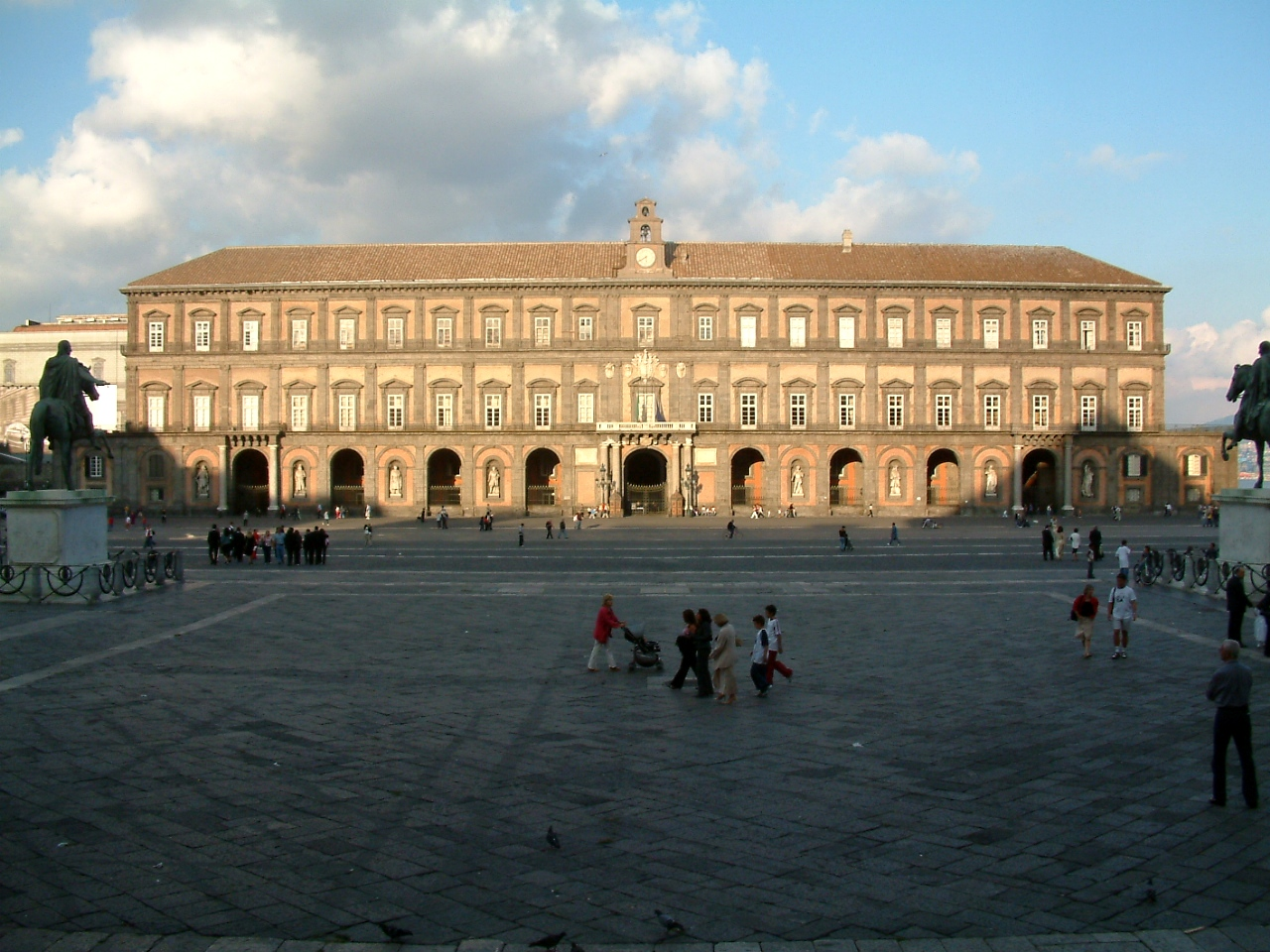
那不勒斯王宫

## 外部連結
- 那不勒斯王宮 - 官方網站 （页面存档备份，存于）

Template:那不勒斯地标
40°50′10″N 14°14′58″E / 40.836190°N 14.249565°E